# ラダウ
『ラダウ』（リトアニア語: Radau）は、ヴィリニュスで発行されていた無料の週刊紙。1996年8月30日から2004年まで発行された。発行部数は3万部。無料。
M・ルズギース、ゲディミナス・ルズギース、ペトラス・ダブレヴィチュスが編集に携わっていた。